# ChatZilla
A ChatZilla egy IRC kliens Mozilla webböngészőkhöz, melyet XUL-ban és JavaScript-ben írtak. Úgy tervezték, hogy minden olyan platformon fusson, ahol a Mozilla is fut, például Mac OS, Linux, Microsoft Windows, Solaris, Irix, BeOS, HP-UX, OS/2, és BSD. Ma ez a leginkább támogatott IRC kliens. Az üzeneteket felcicomázhatod a CSS-t (Cascading Style Sheets) felhasználva. Könnyen megváltoztathatod a kliens stílusát is, elhelyezhetsz fotókat közvetlenül azon felhasználók nevei mellé, akikkel éppen beszélgetsz. Van némi hiányossága is, például a DCC, mely engedélyezi a felhasználók közötti fájlok cseréjét (egy kezdetleges, DCC támogatással rendelkező ChatZilla, melyet 2004. április 22-én adtak ki). Előrehaladott állapotban van a ChatZilla fejlesztése. A ChatZilla-t opcionális bővítményként tartalmazza a Mozilla és a Mozilla Firefox böngésző.